# یوسوکه ساتو (بازیکن فوتبال، زاده ۱۹۸۲)
یوسوکه ساتو (ژاپنی: 佐藤 祐介؛ زادهٔ ۶ مارس ۱۹۸۲) یک بازیکن فوتبال اهل ژاپن است.
از باشگاه‌هایی که در آن بازی کرده‌است می‌توان به باشگاه فوتبال گاینار توتوری و باشگاه فوتبال رواسو کوماموتو اشاره کرد.